# Маймалай

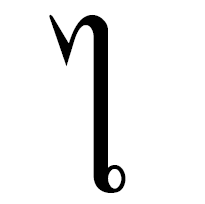
Маймалай

Маймалай, сара ай маймалай (тай. ไม้มลาย) — внутристрочный диакритический знак тайской письменности, пишется перед согласной буквой и является огласовкой «ай». У знака маймалай есть редко встречающийся двойник маймуан.
Пример: ไทย — Таиланд.

## Кхмерский маймалай
В кхмерском языке маймалай служит для обозначения дифтонгов «ай» (серия А) и «ей» (серия О).

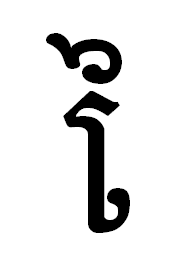
Кхмерский маймалай
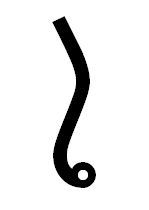
Лаосский маймалай